# April 2004
Portal Geschichte | Portal Biografien | Aktuelle Ereignisse | Jahreskalender | Tagesartikel

◄ |
20. Jahrhundert |
21. Jahrhundert

◄ |
1970er |
1980er |
1990er |
2000er
| 2010er | 2020er | 2030er | ►

◄ |
2000 |
2001 |
2002 |
2003 |
2004
| 2005 | 2006 | 2007 | 2008 | ►

◄ |
Januar 2004 |
Februar 2004 |
März 2004 |
April 2004 |
Mai 2004 |
Juni 2004 |
Juli 2004 |
►
Dieser Artikel behandelt tagesbezogene Nachrichten und Ereignisse im April 2004.

## Tagesgeschehen

### Donnerstag, 1. April 2004
- Berlin/Deutschland: Als Ergebnis der Afghanistan-Konferenz erhält Afghanistan weitere internationale Hilfszusagen im Umfang von 8,2 Milliarden US-Dollar bis zum Jahr 2007.[1]
- Efringen-Kirchen/Deutschland: Am Morgen kollidieren auf der Bahnstrecke zwischen Basel und Freiburg im Breisgau ein ICE der Deutschen Bahn und ein Traktor, der samt Fahrer von einem Weinberg auf die Schienen rutschte. Ein Triebkopf und ein Waggon springen aus den Gleisen. Zwei Menschen tragen Verletzungen davon.
- Stuttgart/Deutschland: Mit deutlicher Mehrheit von CDU, FDP und SPD wird das Kopftuchverbot für Lehrerinnen im Land Baden-Württemberg beschlossen.

### Freitag, 2. April 2004
- Brasília/Brasilien: Nach Angaben des Gesundheitsministeriums starben zwölf Menschen nach einer Attacke durch Fledermäuse an Tollwut.
- Jerusalem/Israel, Palästinensische Autonomiegebiete: Die israelische Polizei stürmt nach Steinwürfen auf Juden an der Klagemauer das nicht zum israelischen Staatsgebiet gehörende, unter jordanischer Verwaltung stehende Gelände der Al-Aqsa-Moschee in Jerusalem.
- Moskau/Russland: Das Moskauer Amt für Gesundheitswesen meldet für den letzten Winter 300 Kälteopfer. Weitere 900 Menschen mussten mit Erfrierungen und Unterkühlung in ein Krankenhaus.
- Moskau/Russland: Der deutsche Bundeskanzler Gerhard Schröder trifft den russischen Präsidenten Wladimir Putin zu Verhandlungen. Schröders Arbeitsbesuch in Moskau gilt dem Jahr der deutschen Kultur in Russland.
- Redmond/Vereinigte Staaten: Steve Ballmer, Chef des Softwarekonzerns Microsoft, und Scott McNealy, Mitgründer von Sun Microsystems, beenden eine jahrelange Feindschaft zwischen den beiden Unternehmen. Der Hauptstreit drehte sich um die von Sun entwickelte Programmiersprache Java. Microsoft legt mit der Zahlung von 1,6 Milliarden US-Dollar alle Rechtsstreitigkeiten mit seinem Konkurrenten bei. Sun erhält 700 Millionen US-Dollar, umgerechnet 569 Millionen Euro, zur Beilegung aller kartellrechtlichen Streitigkeiten sowie 900 Millionen US-Dollar für die Beilegung von Patentbeschwerden.
- Sri Jayewardenepura/Sri Lanka: Die Partei der Präsidentin Chandrika Kumaratunga gewinnt die Parlamentswahlen.
- Washington, D.C./Vereinigte Staaten: Die USA verschärfen die Einreisebedingungen. Künftig sollen alle Nicht-US-Staatsbürger bei der Einreise in die Vereinigten Staaten Fingerabdrücke abgeben und sich fotografieren lassen. Auch die Staatsangehörigen Deutschlands, Liechtensteins, Österreichs und der Schweiz sind davon nicht ausgenommen.
- Washington, D.C./Vereinigte Staaten: Die USA heben die gegen sechs russische Unternehmen und einen russischen Waffenexperten wegen des Exports von Waffen und Technologie an Staaten wie Nordkorea, Irak oder Iran verhängten Sanktionen auf.

### Samstag, 3. April 2004
- Deutschland: Etwa 500.000 Menschen demonstrieren in Berlin, Köln und Stuttgart gegen den Reformkurs der rot-grünen Bundesregierung. Hauptkritikpunkte sind die Agenda 2010 und die Folgen der Globalisierung. Mit 250.000 Teilnehmern findet in Berlin die größte der Demonstrationen statt.[2]
- Leganés/Spanien: Nach einem Schusswechsel kommt es bei einer Polizeirazzia in einem Wohnhaus im Madrider Vorort Leganés zu einer von den verschanzten Verdächtigen ausgelösten Explosion, die einen Polizisten und sieben mutmaßliche Terroristen tötet. Die Polizeiaktion steht in Verbindung mit den Terroranschlägen auf vier Nahverkehrszüge mit Rucksackbomben am 11. März.[3]

### Sonntag, 4. April 2004

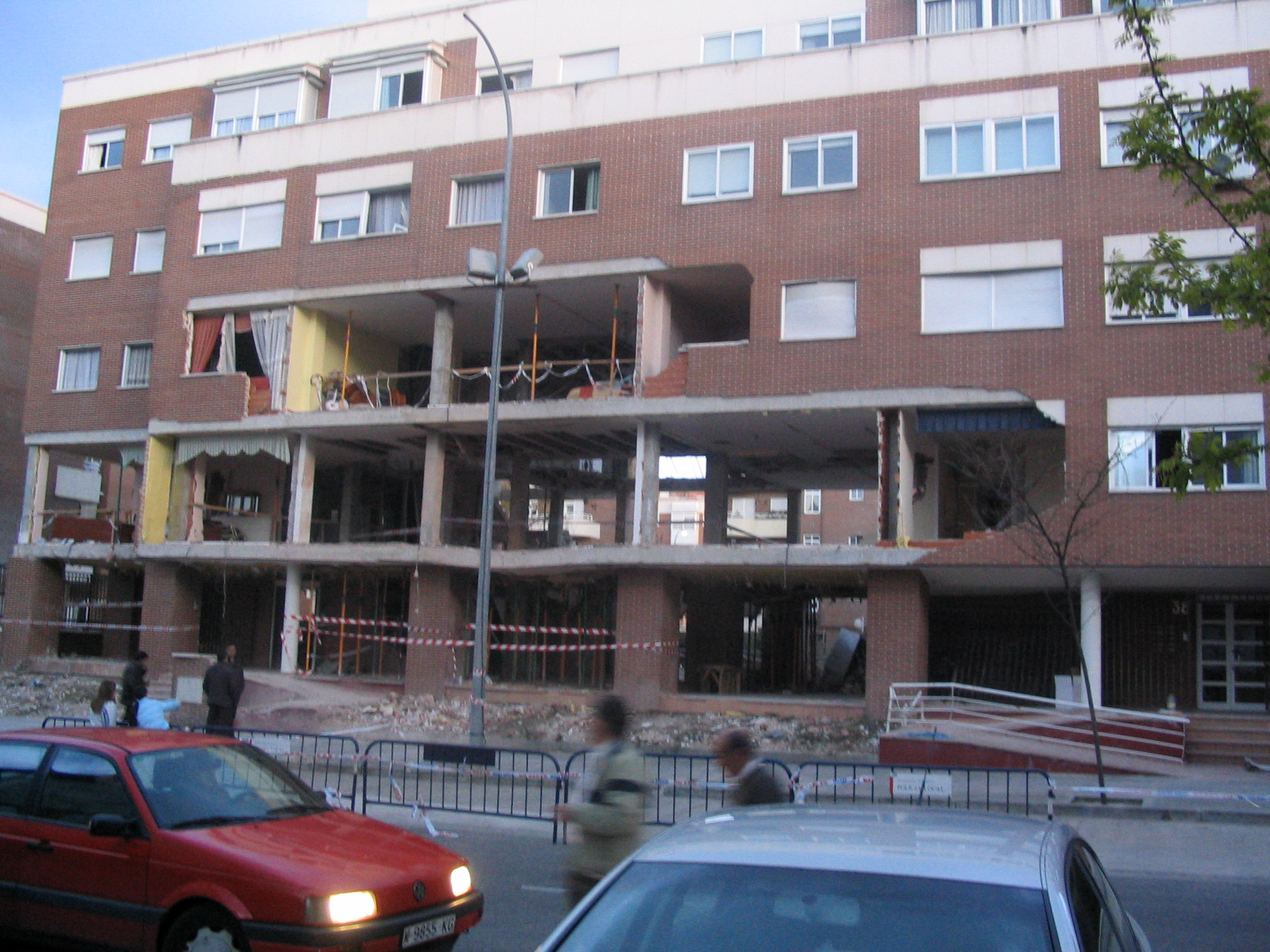
Wohnhaus in Leganés nach dem Selbstmord der Terroristen

- Madrid/Spanien: Im Nachgang der Terroranschläge auf den Madrider Nahverkehr mit 191 Todesopfern erweist sich das Einsatzziel einer Razzia in Leganés als korrekt. Die Ermittler geben bekannt, dass der mutmaßliche Haupttäter Serhane Ben Abdelmajid als einer jener sieben Männer identifiziert sei, die sich während der gestrigen Razzia in Leganés mit einem Sprengsatz selbst töteten.
- Nadschaf/Irak: In der schiitischen Pilgerstadt mündet eine Demonstration von Anhängern des Geistlichen Muqtada as-Sadr für die Freilassung eines politischen Führers in einen Aufruhr gegen die US-geführten Koalitionstruppen. Bei den Auseinandersetzungen, an denen auch Mitglieder des privaten amerikanischen Sicherheitsdiensts Blackwater beteiligt sind, kommen mindestens 18 Iraker und vier Soldaten aus El Salvador ums Leben. Über 100 Verwundete werden ärztlich versorgt. Indes überschreitet die Zahl der seit Beginn des Irakkriegs getöteten US-Soldaten mit dem heutigen Tag die Grenze von 600.[4][5]

### Montag, 5. April 2004
- Bagdad/Irak: Der Schiiten-Aufstand im Irak eskaliert. Kampfhubschrauber der Streitkräfte der Vereinigten Staaten greifen das Bagdader Viertel Asch-Schuala an, in dem sich der schiitische Geistliche Muqtada as-Sadr aufhält, der zugleich Befehlshaber seiner eigenen bewaffneten Kampfeinheiten ist.
- Jakarta/Indonesien: In Indonesien finden Parlamentswahlen statt. Die frühere Regierungspartei Suhartos, Golkar, erringt 128 der 550 Sitze, die PDI-P von Sukarnoputri 109.
- Madrid/Spanien: Unter den Toten der Razzia vom 3. April, während der sieben dringend Tatverdächtige der Madrider Zuganschläge Suizid begingen, befand sich nach Angaben der Ermittler auch Jamal Ahmidan, der nach aktuellem Kenntnisstand für die logistische Vorbereitung der Anschläge verantwortlich war.
- Stockholm/Schweden: Microsoftgründer Bill Gates ist laut dem Wirtschaftsmagazin Veckans Affärer nur noch der zweitreichste Mensch der Welt. Der reichste sei der Gründer von IKEA, Ingvar Kamprad, mit einem Vermögen von 43,5 Milliarden Euro. Sowohl Kamprad als auch IKEA dementieren die Meldung. Eigentümer des Unternehmens IKEA sei eine niederländische Stiftung und keine Privatperson.

### Dienstag, 6. April 2004

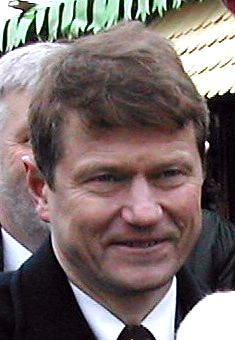
Rolandas Paksas

- Hamburg/Deutschland: Das Hanseatische Oberlandesgericht (OLG) setzt den Haftbefehl gegen den zu 15 Jahren Haft verurteilten Marokkaner Mounir al-Motassadeq außer Vollzug. Der Bundesgerichtshof hob das Urteil des OLG vom 19. Februar 2003 wegen mangelhafter Beweiswürdigung auf und verwies es zur Revision nach Hamburg zurück.
- Vilnius/Litauen: Das Parlament spricht sich mit der erforderlichen Drei-Fünftel-Mehrheit für die Amtsenthebung von Präsident Rolandas Paksas aus, dem Eidbruch und schwerer Verstoß gegen die Verfassung vorgeworfen werden. Bis zur kommenden Regierungsbildung nach Neuwahlen wird Artūras Paulauskas als neuer Amtsinhaber eingesetzt.

### Mittwoch, 7. April 2004
- Al-Anbar/Irak: Die Spezialeinheit GSG 9 der Bundespolizei verliert durch einen Überfall auf einen Militärkonvoi zwei deutsche Mitarbeiter, die mit der Bewachung der Botschaft Deutschlands in Bagdad betraut waren.[6]
- Jharkhand/Indien: Mehrere Landminen explodierten im Osten Indiens. Dabei werden mindestens 29 Polizisten getötet. Mutmaßlich wurden die Minen von den maoistischen Rebellen der MCC gelegt.

### Donnerstag, 8. April 2004
- Algier/Algerien: In Algerien finden Präsidentschaftswahlen statt. Präsident Abd al-Aziz Bouteflika von der Nationalen Befreiungsfront wird mit 85 % Stimmenanteil im Amt bestätigt.[7]
- Irak: Schiitische bewaffnete Kämpfer entführen drei Japaner, acht Südkoreaner und zwei arabisch-israelische Helfer.
- Washington, D.C./Vereinigte Staaten: Die Sicherheitsberaterin der Regierung Condoleezza Rice sagt vor der Kommission zur Untersuchung der Terroranschläge im September 2001 aus.

### Freitag, 9. April 2004
- Irak: Im Irak wurden weitere sechs Ausländer als Geiseln verschleppt. Es handelte sich um vier Italiener und zwei US-Amerikaner. Eine kurzzeitig andauernde Waffenruhe in Falludscha wurde wieder beendet, der Aufstand der Schiiten ging auch an diesem Tag weiter.
- Sofia/Bulgarien: Bei einem Giftgasanschlag in Sofia sind mindestens 49 Menschen zum Teil schwer verletzt worden. Ein 51-jähriger Mann sei im Zusammenhang mit dem Anschlag auf die Zentrale der Verkehrspolizei festgenommen worden. Der Mann habe nach eigenen Angaben einen mit einem Kampfstoff gefüllten Kugelschreiber bei sich gehabt. Dieser sei aus Versehen aus seiner Jackentasche gefallen und zerbrochen. Dabei handelt es sich laut Experten um den Kampfstoff Chlorpikrin.

### Samstag, 10. April 2004
- Süd-Sibirien/Russland: Grubenunglück im Kohlebergwerk Taidschina durch eine heftige Methan-Gasexplosion. 40 Menschen verloren dabei ihr Leben. Nach weiteren 12 Vermissten wird noch gesucht. An der Rettungsaktion sind ca. 150 Helfer beteiligt.
- Tschetschenien/Russland: Im Südosten Tschetscheniens sind neun Leichen mit Schusswunden gefunden worden. Wie die Nachrichtenagentur RIA-Nowosti unter Berufung auf einen Vertreter des tschetschenischen Innenministeriums meldete, wurden die Leichen in einem Kanalbett des Dorfes Serdschen-Jurt entdeckt.

### Sonntag, 11. April 2004
- Falludscha/Irak: In Falludscha sind sieben Chinesen entführt worden; die 18 bis 49 Jahre alten Männer waren mit dem Auto aus Jordanien in den Irak eingereist. Drei amerikanische Soldaten wurden bei Kämpfen um Falludscha getötet.
- Irak: Die beiden vermissten GSG 9-Mitarbeiter sind tot, behauptet ein britischer Reporter im „Sunday Telegraph“. Auch das Auswärtige Amt ist der Ansicht, dass die Personen „mit hoher Wahrscheinlichkeit“ tot sind.
- Las Vegas/Vereinigte Staaten: In der heutigen Nacht verlor Wladimir Klitschko den Boxkampf gegen seinen Kontrahenten Lamon Brewster durch technisches K. o. am Ende der fünften Runde.

### Montag, 12. April 2004
- Bagdad/Irak: Zwölf der ausländischen Geiseln sollen wieder auf freiem Fuß sein.
- Basel/Schweiz: Der FC Wil gewinnt im St. Jakob-Park das Final um den Schweizer Cup im Fussball mit 3:2 gegen Grasshopper Zürich.[8]
- Berlin/Deutschland: Das Auswärtige Amt fordert alle Deutschen auf, den Irak schnellstmöglich zu verlassen.
- Madrid/Spanien: Laut Spiegel Online fordern mehr als 70 % der spanischen Bevölkerung ihren Premierminister Zapatero auf, die spanischen Truppen unverzüglich aus dem Irak abzuziehen.

### Dienstag, 13. April 2004
- Tel Aviv/Israel: Der israelische Geheimdienst hat nach Medienberichten einen palästinensischen Anschlag verhindert, bei dem Verletzte mit dem HI-Virus infiziert werden sollten.

### Mittwoch, 14. April 2004
- Bagdad/Irak: Der Fernsehsender Al Jazeera berichtet, dass eine italienische Geisel von ihren Entführern getötet worden ist.
- Berlin/Deutschland: Eine Sprecherin der Organisatoren teilte mit, dass die Love Parade im Jahr 2004 zumindest in Berlin nicht stattfinden wird.
- Moskau/Russland: Russland fliegt 553 russische Staatsbürger aus dem Irak aus. Auf Grund der Entführungswelle werden auch Angehörige aus den ehemaligen Sowjetrepubliken außer Landes gebracht.
- Pretoria/Südafrika: In Südafrika waren 20 Millionen Menschen zur dritten demokratischen Wahl seit Ende der Apartheid aufgerufen. Man rechnete mit einem Sieg der Partei Afrikanischer Nationalkongress (ANC).
- Skopje/Mazedonien: In Mazedonien begannen heute die vorgezogenen Präsidentschaftswahlen. Vier Kandidaten standen zur Auswahl, einen eindeutigen Favoriten gab es nicht.

### Donnerstag, 15. April 2004
- Hamburg/Deutschland: Es wird berichtet, dass der Fernsehsender al-Arabija ein von Osama bin Laden besprochenes Tonband veröffentlicht haben soll. Inhalt ist eine Art Waffenstillstands-Angebot an die europäischen Staaten. Die Deutsche Bundesregierung hat Bin Ladens „Angebot“ abgelehnt. Man wolle nicht mit Terroristen Verhandlungen führen.
- Rotterdam/Niederlande: Bundeskanzler Gerhard Schröder trifft zu einem Staatsbesuch in den Niederlanden ein.
- Seoul/Südkorea: In Südkorea werden Parlamentswahlen abgehalten. Wahlsieger ist die Yeollin Uri Party, die den amtierenden Präsidenten Roh Moo-hyun unterstützt, gegen den im März ein erfolgloses Amtsenthebungsverfahren eingeleitet worden war.

### Freitag, 16. April 2004
- Frankfurt am Main: Die Frankfurt Lions werden zum ersten Mal Deutscher Eishockeymeister.
- Jakarta/Indonesien: In der indonesischen Hauptstadt Jakarta soll das mit 558 Metern höchste Gebäude der Welt entstehen. Der Jakarta Tower solle ein Symbol des Stolzes werden und umgerechnet 266 Millionen Euro kosten.
- München: Max Strauß bekennt sich in seinem Prozess wegen Schädigung von Aktionären in Millionenhöhe für schuldig. Er begründet das mit einer fortschreitenden Erkrankung seinerseits. Im Anschluss wurde er zu einer Geldstrafe von 300.000 Euro verurteilt.
- Washington, D.C./Vereinigte Staaten: Das US-Außenministerium hat alle US-Bürger eindringlich aufgefordert, Saudi-Arabien umgehend zu verlassen. Man fürchtet in dem Land Entführungen und Terroranschläge.

### Samstag, 17. April 2004
- Bratislava/Slowakei: Ivan Gašparovič gewinnt die Wahl zum Staatspräsidenten der Slowakei.
- Gaza/Palästinensische Autonomiegebiete: Abd al-Aziz al-Rantisi, der Führer der Terror-Organisation Hamas, wird durch einen gezielten Angriff der israelischen Armee schwer verletzt. Er stirbt im Krankenhaus.
- Madrid/Spanien: José Luis Zapatero wird infolge der gewonnenen Wahl im März Ministerpräsident in Spanien

### Sonntag, 18. April 2004
- Gaza/Palästinensische Autonomiegebiete: Tausende Palästinenser demonstrieren in Gaza gegen Israel und schwören Rache für den getöteten Führer der Hamas.
- Madrid/Spanien: Spaniens Ministerpräsident Zapatero ordnete den sofortigen Rückzug der spanischen Truppen aus dem Irak an.

### Montag, 19. April 2004
- Berlin/Deutschland: Der SPD-Parteirat fordert mit nur zwei Gegenstimmen und einer Enthaltung die Einführung einer Ausbildungsabgabe.
- Kabul/Afghanistan: Bundesaußenminister Joschka Fischer reist nach Afghanistan.
- Stuttgart/Deutschland: In Stuttgart demonstrieren tausende von Genfood-Gegnern und Landwirten. Mehr als 300 Traktoren blockieren die Straßen um den Baden-Württembergischen Landtag.

### Dienstag, 20. April 2004
- Bangkok/Thailand: Nach den Abzugsplänen von Spanien und Honduras erwägt auch Thailand, seine Soldaten aus dem Irak abzuziehen. Die Truppen sollen gehen, sollte sich die Gewalt dort ausweiten.
- Indien: Beim Auftakt zu den Wahlen des indischen Unterhauses in der größten Demokratie der Welt kommt es zu Ausschreitungen zwischen Sicherheitskräften und kaschmirischen und maoistischen Rebellen mit mehreren Toten. Als Favorit gilt der amtierende Ministerpräsident Atal Behari Vajpayee, während der traditionsreichen Kongresspartei eine historische Niederlage prophezeit wird (tatsächlich gewinnt die Kongresspartei schließlich die Wahl).
- Japan: Seit heute ist die weltweit erste Online-Datenbank zum menschlichen Genom mit Funktionsbeschreibungen für circa 20.000 der insgesamt rund 30.000 Gene für jedermann im World Wide Web zugänglich. Die internationale Entwicklungsarbeit betrug zwei Jahre.[9]
- Kalifornien/Vereinigte Staaten: Um 18:57:24 Uhr MESZ startet in Vandenberg die NASA-Sonde Gravity Probe B zu einer technisch hochaufwändigen Mission, die einen Teil der allgemeinen Relativitätstheorie Albert Einsteins experimentell bestätigen soll.
- Karlsruhe/Deutschland: Das Bundesverfassungsgericht urteilt: Die Ökosteuer ist mit dem Grundgesetz vereinbar (BVerfG, Urteil vom 20. April 2004, Az. 1 BvR 1748/99 und 905/00, BVerfGE 110, 274 – Ökosteuer).
- London/Vereinigtes Königreich: Der britische Premierminister Tony Blair hat einen Volksentscheid über eine neue EU-Verfassung angekündigt. Die Entscheidung für ein Referendum ist eine Kehrtwende der Regierung. Blair hatte in den vergangenen Monaten wiederholt gesagt, ein Volksentscheid zu diesem Thema stehe nicht zur Debatte.
- Tegucigalpa/Honduras: Nach Spanien wird nun auch Honduras seine Truppen aus dem Irak abziehen. Die rund 370 Soldaten des Landes würden schnellstmöglich nach Hause zurückkehren, teilte Staatspräsident Maduro in einer Ansprache mit.
- Washington, D.C./Vereinigte Staaten: US-Präsident George W. Bush rügt den neuen spanischen Ministerpräsidenten Zapatero in ungewöhnlich scharfem Ton wegen dessen Plan, die spanischen Truppen baldmöglichst aus dem Irak abzuziehen.

### Mittwoch, 21. April 2004
- Basra/Irak: Bei mehreren Bombenanschlägen sind in der südirakischen Stadt mindestens 55 Menschen getötet und 200 verletzt worden. Unter den Opfern sollen sich auch mehrere Schulkinder befinden.
- Eiderstedt/Deutschland: Beim Absturz zweier Kampfjets vom Typ „Tornado“ nach einem Zusammenstoß kommen zwei Piloten der Bundeswehr ums Leben, zwei weitere werden verletzt.
- Frankreich: Die Republik Frankreich verweist einen Imam des Landes, der den Koran als Rechtfertigung für Gewalt gegen Frauen anführte.
- Riad/Saudi-Arabien: Bei einem Bombenanschlag auf das Hauptquartier der Sicherheitskräfte in der saudi-arabischen Hauptstadt Riad sind mehrere Menschen getötet und verletzt worden. Eine Autobombe explodierte vor dem siebenstöckigen Gebäude im Stadtteil El Waschm.
- Santo Domingo/Dominikanische Republik: Nach Spanien und Honduras hat auch die Dominikanische Republik den umgehenden Rückzug ihrer Truppen aus dem Irak angekündigt. 302 dominikanischen Soldaten würden in der nächsten oder übernächsten Woche wieder zurückkehren.
- Tel Aviv/Israel: Nach 18 Jahren wird der wegen Geheimnisverrats inhaftierte israelische Nukleartechniker Mordechai Vanunu freigelassen.
- Warschau/Polen: Die polnische Regierung denkt über den Rückzug seiner Truppen aus dem Irak nach, wie Ministerpräsident Leszek Miller am Abend mitteilt.

### Donnerstag, 22. April 2004
- Ryongchŏn/Nordkorea: Im Bahnhof von Ryongchŏn 50 km südlich der Grenze zu China kommt es zum Zusammenstoß zweier mit Treibstoff beladener Züge. Infolge der dadurch ausgelösten Explosion sterben nach ersten Angaben von Stellen außerhalb Nordkoreas 61 Menschen und circa 1.300 weitere Menschen werden verletzt.[10]

### Freitag, 23. April 2004
- Berlin/Deutschland: Gegen 9.40 Uhr explodiert im Stadtteil Spandau ein Gaslager, das sechs Millionen Kubikmeter Erdgas enthielt – den Jahresbedarf der Stadt. Eine 30 Meter hohe Stichflamme schoss in den Himmel. Bis zum Nachmittag strömte immer noch Gas aus. Die Polizei hatte das Gebiet um das Lager sowie den Luftraum darüber aufgrund der Explosionsgefahr weiträumig abgesperrt. Der Tank wurde in 800 m Tiefe angelegt um im Kalten Krieg Berlin unabhängig von russischen Gaslieferungen zu machen. Wegen des Sauerstoffmangels in der Tiefe kann der Tank nicht explodieren, sondern nur die oberirdischen Anschlüsse.
- Darfur/Sudan: In dem bürgerkriegsgeplagten Land verdichten sich nun Hinweise, dass ein Genozid, ähnlich dem von Ruanda vor zehn Jahren, droht. Der deutsche Innenminister a. D. Gerhart Baum spricht von der weltweit größten humanitären Katastrophe derzeit. Seine Angaben, nach denen eine Million Menschen auf der Flucht sind, werden allerdings kontrovers diskutiert und die Weltgemeinschaft einigt sich nicht auf eine Intervention in Darfur.[11]
- Karlsruhe/Deutschland: Der Pforzheimer Amokläufer, der im September 2003 mit einem Samuraischwert eine Frau getötet und drei weitere verletzt hatte, ist zu einer lebenslangen Haftstrafe verurteilt worden. Das Landgericht Karlsruhe bescheinigte dem 24-jährigen zudem eine besondere Schwere der Schuld. Damit ist eine vorzeitige Entlassung nach 15 Jahren ausgeschlossen.
- Ryongchŏn/Nordkorea: Einen Tag nach dem schweren Zugunglück in Ryongchŏn hat Nordkorea das Rote Kreuz um Hilfe gebeten und Berichte über die Katastrophe damit erstmals bestätigt. Medienberichten zufolge wurden bereits 150 Tote geborgen.
- Stuttgart/Deutschland: Der Aufsichtsrat des Automobilkonzerns DaimlerChrysler hat beschlossen, dass sich das Unternehmen nicht an der geplanten Kapitalerhöhung bei Mitsubishi Motors beteiligen will. Der Finanzvorstand Manfred Gentz hat auf einer Telefonkonferenz mitgeteilt, dass im Moment noch kein Käufer für das Aktienpaket gesucht wird.
- Yaren/Nauru: Beim internationalen Flughafen kommt es zu heftigen Protesten gegen die Regierungspolitik in Bezug auf die afghanische Asylanten im australischen Internierungslager sowie gegen den „Deadlock“ des Parlaments. Den Parlamentariern David Adeang, Baron Waqa, Kieren Keke und Fabian Ribauw drohen wegen der Teilnahme bis zu 14 Jahren Haft.

### Samstag, 24. April 2004
- Bagdad/Irak: Bei Anschlägen in Iskandarija und Bagdad starben mindestens 22 Menschen, fast ausschließlich Iraker.
- Los Angeles/Vereinigte Staaten: Vitali Klitschko besiegt in einem harten Boxkampf um die Weltmeisterschaft der WBC (World Boxing Council) den Südafrikaner Corrie Sanders. Der Titel war nach dem Rücktritt des Weltmeisters Lennox Lewis im Sommer 2003 vakant.
- Nikosia/Zypern: Die Wiedervereinigung der geteilten Mittelmeerinsel ist nach getrennten Volksabstimmungen im griechischen und im türkischen Teil gescheitert. Knapp 76 Prozent der griechischen Bevölkerung lehnten den Friedensplan der Vereinten Nationen (UN) ab. Die türkische Bevölkerung stimmte hingegen mit 65 Prozent der Stimmen für den UN-Plan. Dies bedeutet, dass nur der griechische Teil Zyperns am 1. Mai in die Europäische Union (EU) aufgenommen wird, weil ein wiedervereinigtes Zypern nur bei Zustimmung auf beiden Seiten der Demarkationslinie entstanden wäre. Das Ergebnis der Abstimmung wurde besonders bei Vertretern der EU scharf kritisiert und bedauert.
- Ryongchŏn/Nordkorea: Nach offiziellen Angaben der nordkoreanischen Behörden, die heute veröffentlicht wurden, kamen bei dem Zugunglück am 22. April 154 Menschen ums Leben. Etwa 1.300 wurden verletzt, viele von ihnen schwer.

### Sonntag, 25. April 2004

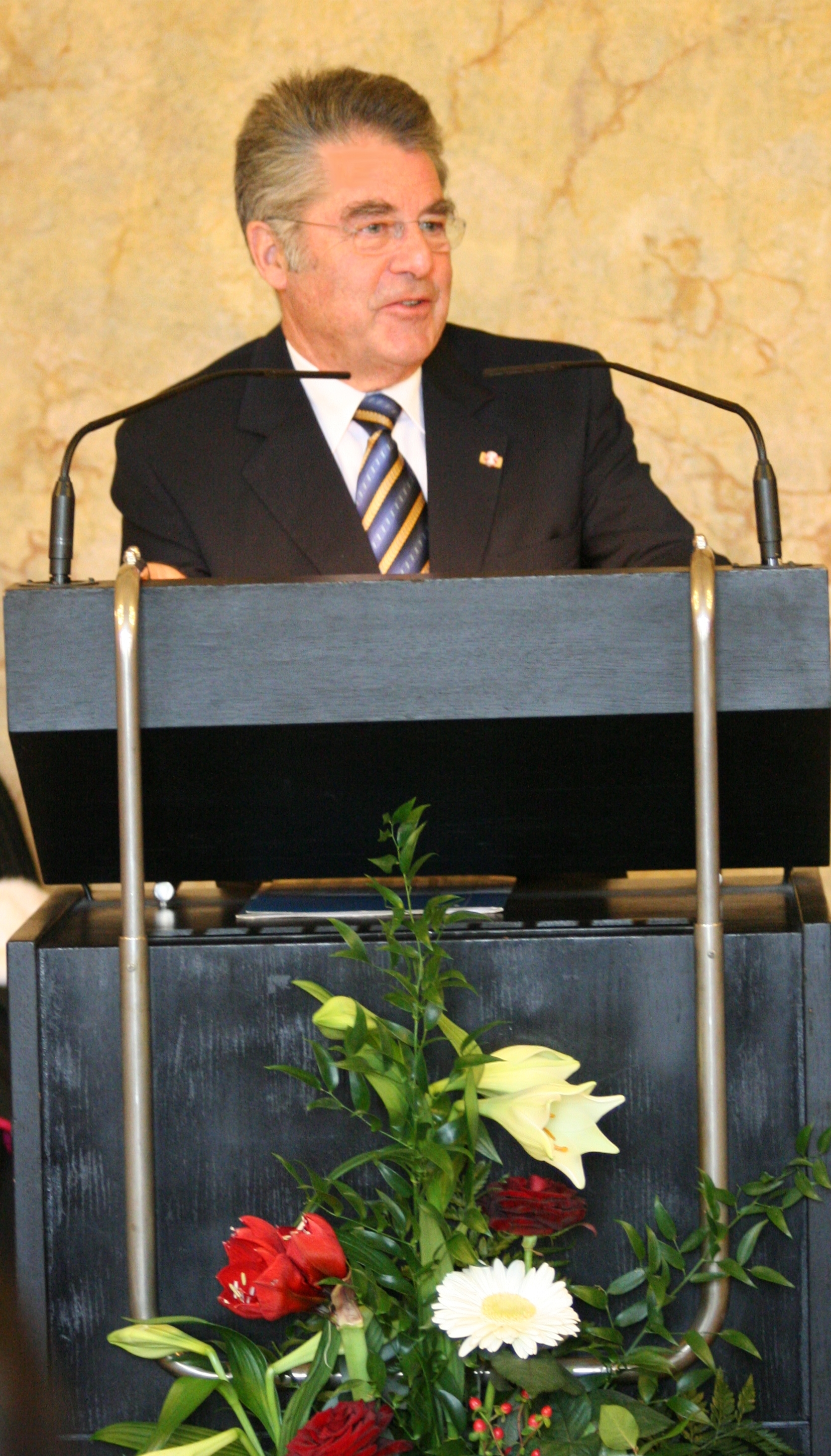
Heinz Fischer

- Jakarta/Indonesien: In der Hauptstadt Ambon der zu Indonesien gehörenden Molukken-Inseln kam es zu gewaltsamen Auseinandersetzungen zwischen Christen und Muslimen. Mindestens zehn Menschen wurden getötet, über 50 verletzt.
- Wien/Österreich: Bei den österreichischen Bundespräsidentenwahlen gewinnt Heinz Fischer (SPÖ) mit 52,4 % vor Benita Ferrero-Waldner (ÖVP) mit 47,6 %.

### Montag, 26. April 2004
- Berlin/Deutschland: Das Berliner Hilton-Hotel am Gendarmenmarkt ist am frühen Abend wegen einer Bombendrohung geräumt worden. Vorsorglich wurden alle Hotelgäste evakuiert. Nach einer Durchsuchung des Hotels mit Sprengstoffhunden stellte sich die Drohung als Falschalarm heraus. Bei dem Vorfall musste auch die U-Bahn-Linie U2 vorsorglich für zwei Stunden unterbrochen werden, die direkt unter dem Gendarmenmarkt verläuft.
- Paris/Frankreich: Nach einem verbesserten Angebot und massiver Intervention der französischen Regierung hat der deutsche Pharmakonzern Aventis die Übernahme durch den kleineren französischen Rivalen Sanofi-Synthélabo angenommen.

### Dienstag, 27. April 2004
- Brüssel/Belgien: Die europäische Kommission hat das deutsche Postgesetz, das der Deutschen Post ein Monopol bis 2007 garantiert, als Verstoß gegen EU-Wettbewerbsrecht bewertet. Es geht hier speziell um das Verbot, die Briefe (Massensendungen) vorsortiert bei der Post anzuliefern, um dadurch Porto zu sparen. Dies gestattet die Post nur bestimmten Großkunden.
- Brüssel/Belgien: Der libysche Staatschef Muammar al-Gaddafi besucht zum ersten Mal seit 15 Jahren Europa. Er erklärte, sein Land sei entschlossen, eine führende Rolle im Einsatz für den Frieden in der Welt einzunehmen.
- Damaskus/Syrien: In der syrischen Hauptstadt Damaskus haben sich am Dienstagabend mehrere Explosionen ereignet. Die meisten lagen offenbar in der Nähe diplomatischer Einrichtungen. Andere Meldungen berichten von Gefechten zwischen Terroristen und Sicherheitskräften.
- Falludscha/Irak: Am Abend haben US-Kampfflugzeuge und Artillerie die revoltierenden Iraker in der Stadt unter Beschuss genommen. Der Angriff war der erste nach dem Ablauf einer Waffenruhe-Frist, die seit dem 22. April gegolten hatte.
- Pretoria/Südafrika: Der am 14. April wiedergewählte Thabo Mbeki wird für eine weitere Amtszeit als Staatspräsident Südafrikas vereidigt.

### Mittwoch, 28. April 2004

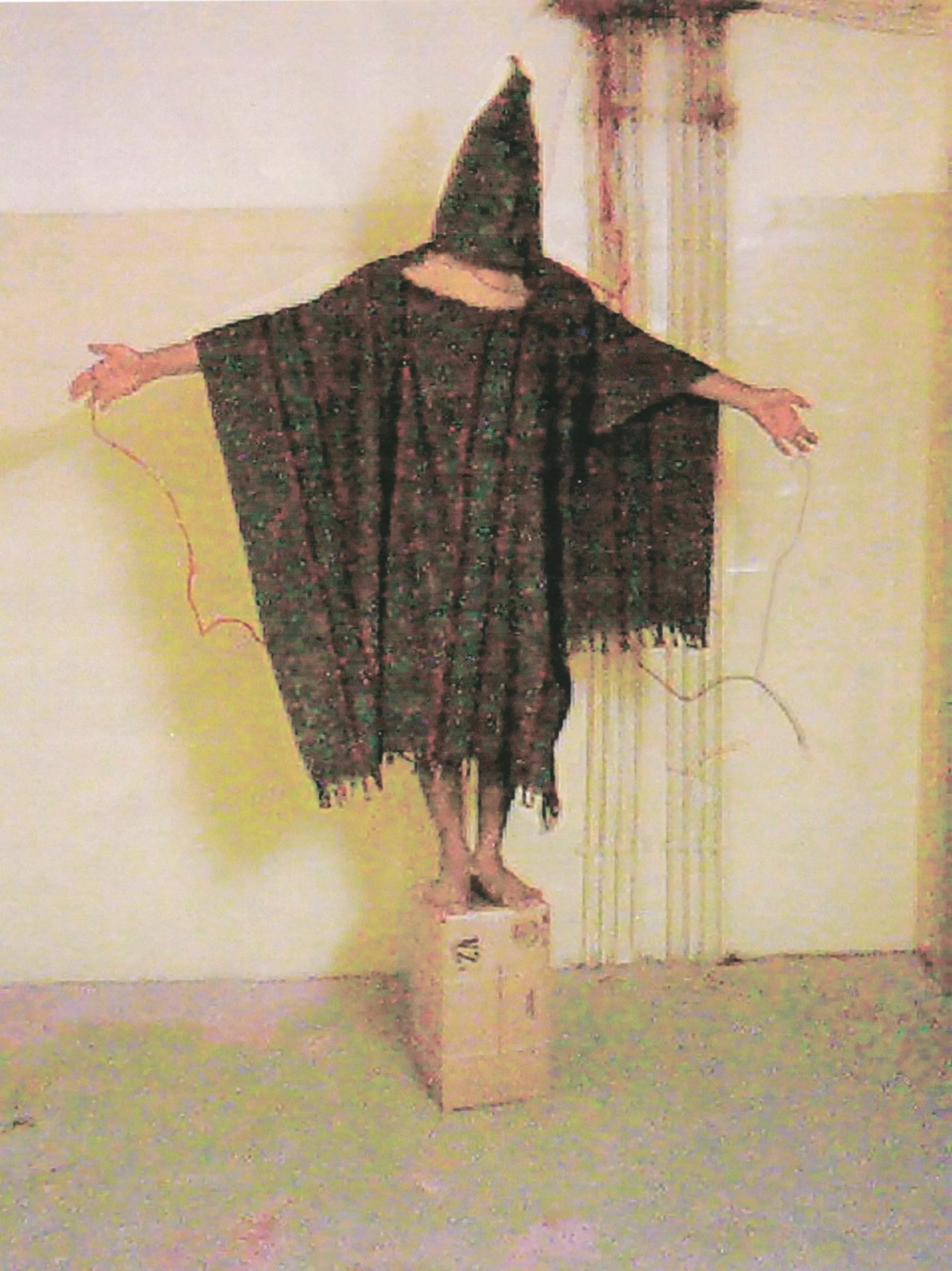
Bild des in Abu Ghuraib gefolterten Häftlings Satar Jabar

- Berlin/Deutschland: Die britische „Billig“-Fluggesellschaft easyJet versucht mit Verbindungen von und zum Flughafen Schönefeld auf dem deutschen Markt Fuß zu fassen. Beobachter rechnen mit einem harten Verdrängungswettbewerb zwischen easyJet und den bereits länger aktiven Konkurrenten wie z. B. Ryanair, Germanwings und Hapag-Lloyd Express.
- Bukarest/Rumänien: Die von Rudi Völler geleitete deutsche Fußballnationalmannschaft der Herren verliert ein Testspiel gegen Rumänien mit 1:5 und befindet sich vor der Europameisterschaft im Sommer in Portugal in der Krise.
- New York/Vereinigte Staaten: Im Irakkrieg berichtet der Rundfunkveranstalter CBS, dass im westlich von Bagdad gelegenen Abu-Ghuraib-Gefängnis US-Soldaten irakische Gefangene gefoltert haben. Die Bilder der entsprechenden Vorfälle, auf denen zu sehen ist, wie Gefangene entwürdigenden Sexualpraktiken ausgesetzt, mit Kot beschmiert oder mit Elektroschocks bedroht wurden, während daneben lachende US-Soldaten und Soldatinnen zu sehen sind, sorgen weltweit für Entrüstung. Die US-Regierung verurteilt die Handlungen und verspricht, dass die Täter zur Rechenschaft gezogen werden.[12]
- Thailand: Thailändische Sicherheitskräfte haben einen koordinierten Angriff muslimischer Separatisten auf Polizeiwachen und Posten der Zivilverteidigung im Süden des Landes zurückgeschlagen und ein Blutbad unter den Angreifern angerichtet. Mindestens 112 Menschen, darunter 107 Aufständische, wurden nach Militärangaben getötet. Bei den meisten Opfern handelt es sich um muslimische Jugendliche zwischen 15 und 20 Jahren.
- Wien/Österreich: Bei der Amadeus-Verleihung wird Peter Kraus für sein Lebenswerk ausgezeichnet.

### Donnerstag, 29. April 2004
- Berlin/Deutschland: Der Deutsche Bundestag hat das Gesetz zur Rentensteuer verabschiedet. Die Regierungskoalition von SPD und Grünen stimmte für die Gesetzesvorlage, CDU und FDP dagegen. Das Gesetz geht auf ein Urteil des Bundesverfassungsgerichtes von März 2002 zurück. Es sieht eine schrittweise Besteuerung der Renten ab 2005 bis 2040 vor. Im Gegenzug werden die Beiträge zur Altersvorsorge bis 2025 schrittweise von der Steuer befreit.
- Falludscha/Irak: Die USA beabsichtigt ihre Truppen durch irakische Sicherheitskräfte zu ersetzen. Die Gefechte um die besetzte Stadt gehen unterdessen allerdings unverändert weiter.
- Luxemburg: Die EU-Innenminister erreichten mit der Einigung auf eine gemeinsame Drittstaatenregelung einen Durchbruch bei der Schaffung einer einheitlichen Asylpolitik. Dies ist Voraussetzung für den im Vertrag von Amsterdam vereinbarten Übergang zu Mehrheitsentscheidungen bei Asylverfahren.
- Mazedonien: Branko Crvenkovski gewinnt die Stichwahlen zum Amt des mazedonischen Präsidenten.

### Freitag, 30. April 2004
- Frankfurt am Main/Deutschland: Im Amt des Präsidenten der Zentralbank Deutsche Bundesbank tritt Axel A. Weber die Nachfolge von Ernst Welteke an.[13]
- Hof/Deutschland: Der mutmaßliche Mörder der 9-jährigen Peggy aus Bayern wurde vom Landgericht Hof zu lebenslanger Haft mit anschließender Sicherungsverwahrung verurteilt.
- Laage/Deutschland: Die Bundeswehr stellt das Mehrzweckkampfflugzeug Eurofighter Typhoon in Dienst. Das Rüstungsprojekt begann 21 Jahre zuvor unter dem Namen „European Fighter Aircraft“ als Kooperation zwischen Deutschland, Frankreich, Italien, Spanien und dem Vereinigten Königreich.[14]

## Weblinks

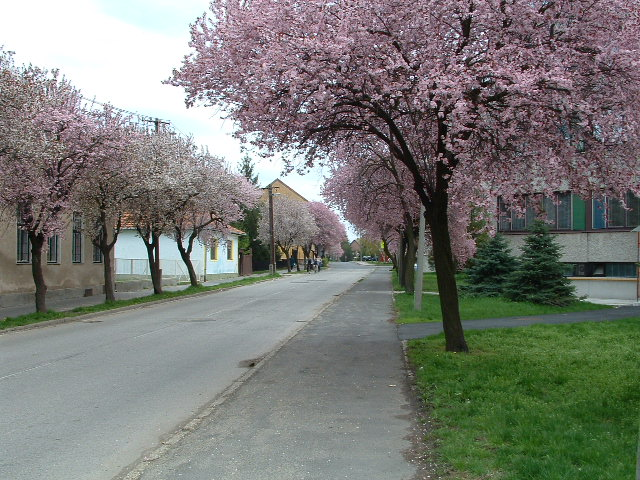
Ungarn im April 2004